# Морон-де-Альмасан
Морон-де-Альмасан (ісп. Morón de Almazán) — муніципалітет в Іспанії, у складі автономної спільноти Кастилія-і-Леон, у провінції Сорія. Населення — 228 осіб (2010).
Муніципалітет розташований на відстані близько 160 км на північний схід від Мадрида, 38 км на південь від Сорії.
На території муніципалітету розташовані такі населені пункти: (дані про населення за 2010 рік)
- Морон-де-Альмасан: 220 осіб
- Сеньюела: 8 осіб

## Демографія
Динаміка населення (INE ):

## Галерея зображень

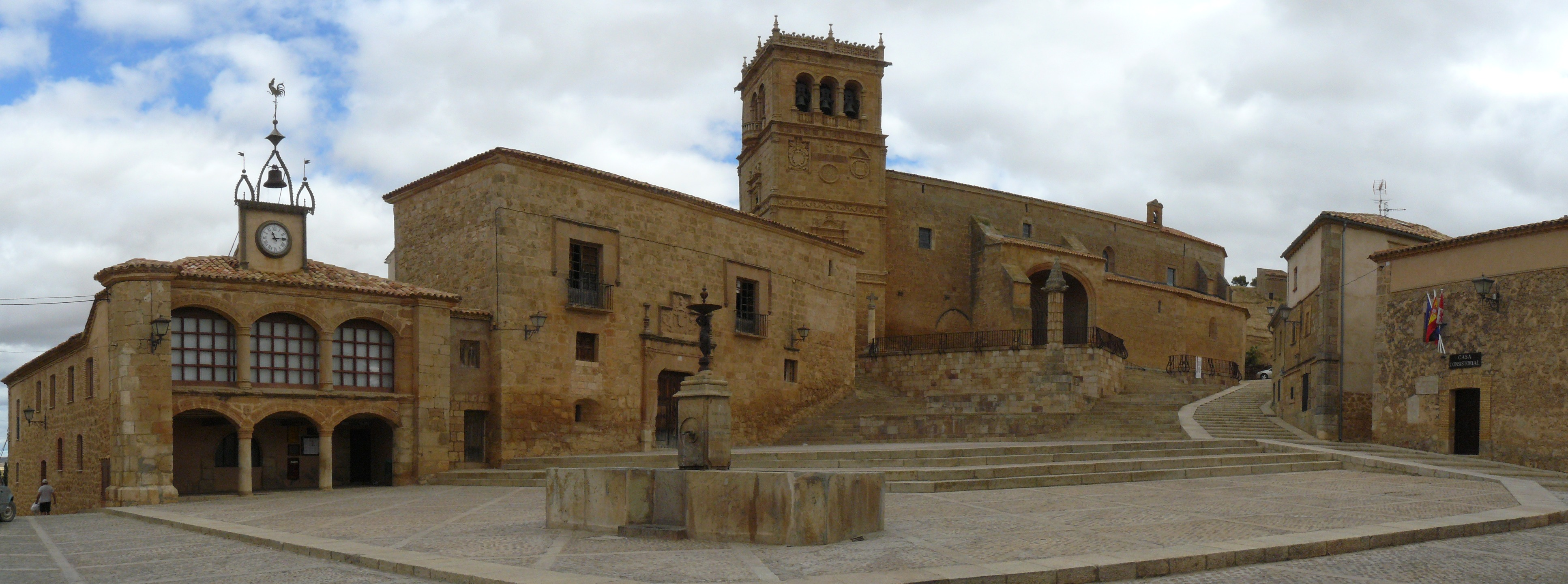
Центральна площа